# Conséquences du séisme de 2011 de la côte Pacifique du Tōhoku sur l'industrie automobile
L'industrie automobile japonaise est touchée par les conséquences du séisme de 2011 de la côte Pacifique du Tōhoku, et celles-ci se transmettent à l'ensemble de la production mondiale d'automobiles.

## Conséquences sur la production

### Production au Japon
Plusieurs entreprises ayant des usines dans la région du Tōhoku doivent y suspendre leurs productions, notamment des constructeurs automobiles comme Toyota, Nissan ou Honda. Le secteur qui représente 13 % de la production mondiale dont la moitié est destinée aux exportations, et qui fonctionne sur le modèle du toyotisme, est exposé aux ruptures de stock induites par le séisme. Les pertes journalières pour ces constructeurs dues à ces ruptures de production sont estimées à 2 milliards de yens pour Nissan et Honda, et à 6 milliards de yens pour Toyota. Des productions sont délocalisées dans des usines d'autres régions du Japon, mais leurs relocations dans leurs usines d'origine sont repoussées le premier mois suivant le séisme en raison de pénuries et de ruptures d'approvisionnement. 
Les pertes de production électrique consécutives à l'arrêt de la production dans la centrale de Fukushima entraînent des répercussions sur les chaînes de production. L'utilisation de groupes électrogènes augmente les coûts, et les horaires de production doivent être décalés afin de ne pas coïncider avec les pics de demande énergétique. La fermeture de structures de transport comme le port de Sendai réduit les capacités de transport des constructeurs, et celui-ci ne rouvre que le 16 avril ce qui permet à Toyota de rétablir le lien entre ses usines à Iwate et à Nagoya.
La réouverture d'usines commence le 17 mars pour Toyota avec la relance de sept de ses 22 usines, et les chaînes de production sont relancées à partir du 28 mars avec l'annonce de Toyota de reprise de production de trois modèles de véhicules. Fin mars, les trois constructeurs annoncent la relance de la totalité de leurs usines pour des dates allant du 11 au 18 avril, et à 50 % de leurs capacités. Les premières projections estiment une relance de l'ordre de 40 % des capacités de production des chaînes d'avril à juin, puis à 60 % des capacités de juillet à septembre, puis de 100 % entre octobre et décembre.
Les trois principaux constructeurs s'entendent par ailleurs sur des règles d'achat concernant les pièces touchées par des problèmes de pénuries, de manière à ne pas lancer de conflit sur ce point.

### Production à l'étranger
Les usines des constructeurs japonais sont aussi touchées à l'étranger. Les industries japonaises du secteur présentes en Chine importent ainsi près de 50 % des pièces utilisées dans les chaînes de productions, et ce chiffre s'élève à 30 % pour les usines situées en Corée du Sud. Toyota fait ainsi baisser la production de ses véhicules en Chine de 30 à 50 % de la production normale du 21 avril au 3 juin en raison de difficultés d'approvisionnement. Une enquête de la FED du mois d'avril fait par ailleurs ressortir que sept des douze districts économiques américains ont connu un impact négatif du séisme sur leurs activités liées à la construction automobile. Toyota annonce ainsi la première semaine d'avril une suspension de sa production pour cinq jours dans ses usines américaines, et déclare une perte de production de 35 000 voitures entre le 11 mars et le 25 avril.
Ces problèmes d'approvisionnement se transmettent à des constructeurs concurrents situés dans d'autres continents, et des firmes comme PSA Peugeot Citroën ou General Motors annoncent à partir du 21 mars des baisses dans leurs productions, ou comme Ford qui ferme une usine en Belgique pour 5 jours à partir du 4 avril. 
Au 31 mars, la production de près de 600 000 véhicules dans le monde a été perdue par les conséquences du séisme.

### Marché mondial
L'impact sur la production fait évoluer la place des constructeurs japonais sur le marché mondial. Toyota qui est en 2010 le premier fabricant mondial avec 8,42 millions de véhicules voit une baisse de sa production estimée jusqu'à environ 6,3 millions de véhicules, le plaçant alors en troisième place derrière General Motors (plus de 8 millions de véhicules) et Volkswagen (7 millions de véhicules.

## Conséquences économiques

### Conséquences sur l'offre
Environ 270 000 véhicules ont été détruits dans les trois préfectures les plus touchées, 125 000 à Miyagi, 102 000 à Fukushima, et 40 000 à Iwate, soit environ 7 % des véhicules de la région.

### Conséquences boursières
Les cotations boursières des constructeurs d'automobiles japonais ainsi que celles de leurs sous-traitants connaissent des pertes.
Toyota voit ainsi la valeur de ses actions perdre 11 % entre le 10 mars et le 15 avril. Elles marquent un mouvement de hausse à partir de la deuxième semaine du mois d'avril après l'annonce de la relance de la production dans les usines.
D'autres constructeurs étrangers voient leurs cotations augmenter. Des investisseurs estimant que ceux-ci allaient bénéficier du recul des producteurs japonais, les constructeurs coréens Hyundai Motors et Kia Motors voient leurs cotations atteindre un maximum le 25 avril.

## Réponses humanitaires
Des constructeurs font des dons en espèces, comme Mazda qui verse ainsi 30 millions de yens aux sinistrés, ou en nature comme Mitsubishi sous forme de dons de véhicules aux autorités locales